# Kédange-sur-Canner
Kédange-sur-Canner település Franciaországban, Moselle megyében. Lakosainak száma 1060 fő (2022. január 1.). Kédange-sur-Canner Hombourg-Budange, Buding, Klang és Metzeresche községekkel határos.

## Népesség
A település népességének változása:
| Lakosok száma | 797  | 1124 | 1078 | 1128 | 1074 | 1085 | 1087 | 1080 | 1080 | 1060 |
|               | 1968 | 1982 | 1990 | 2006 | 2013 | 2015 | 2017 | 2019 | 2020 | 2022 |